# Zenon Męczykowski
Zenon Męczykowski (ur. 11 czerwca 1931 w Nowej Kiszewie) – polski obuwnik, poseł na Sejm PRL VI kadencji.

## Życiorys
Uzyskał wykształcenie podstawowe. Po przyuczeniu do zawodu był krawcem w Rzemieślniczej Spółdzielni „Kociewiak” w Starogardzie Gdańskim. W 1960 został brygadzistą w Starogardzkich Zakładach Obuwia. W 1963 przystąpił do Polskiej Zjednoczonej Partii Robotniczej. W 1972 uzyskał mandat posła na Sejm PRL w okręgu Tczew. Zasiadał w Komisji Przemysłu Lekkiego.